# Linea Geibi
La linea Geibi (芸備線?, Geibi-sen) è una linea ferroviaria regionale che collega la città di Niimi, nella prefettura di Okayama, alla stazione di Hiroshima dell'omonima città. La linea è a scartamento ridotto, non elettrificata e a binario singolo. È gestita dalla West Japan Railway Company (JR West).

## Servizi
Al 2013 non esistono treni che percorrono tutta la linea nella sua interezza, in quanto i servizi vengono divisi a Miyoshi, rendendo necessario il cambio treno per viaggiare fra Niimi e Hiroshima. Fra Hiroshima e Miyoshi circolano treni locali con la frequenza di circa 1 treno all'ora alternati con treni rapidi ogni 20-30 minuti, specialmente nella fascia suburbana di Hiroshima (fino a Karuga).
La sezione fra Miyoshi e Bingo Shōbara, passando in un'area poco popolata, ha solo 5 coppie di treni al giorno, oltre a due treni limitati a Bingo Ochiai, e il servizio è sospeso la domenica e i giorni festivi. Per quanto riguarda il segmento Bingo Ochiai e Tōjō, la linea è percorsa da sole 3 coppie di treni al giorno, ed è disponibile un servizio rapido fra Niimi e Bingo Ochiai.

## Stazioni
Le stazioni sono elencate in ordine da quella di Bitchū Kōjiro a quella di Hiroshima, ma sono inserite anche le stazioni da Niimi per convenienza, dal momento che tutti i treni continuano sulla linea Hakubi fino a Niimi.
- Il simbolo "●" indica che il treno ferma, mentre "｜" segnala il solo transito.
- I treni locali fermano in tutte le stazioni
- Le stazioni fra Karuga e Hiroshima fanno parte della sezione suburbana della linea

| Linea           | Stazione      | Giapponese | Distanza | Rap. | Miyoshi Liner | Tsūkin Liner                                                        | Collegamenti         | Posizione          | Posizione        |
| --------------- | ------------- | ---------- | -------- | ---- | ------------- | ------------------------------------------------------------------- | -------------------- | ------------------ | ---------------- |
| Linea Hakubi    | Niimi         | 新見       |          | ●    |               |                                                                     | ■ Linea Kishin       | Niimi              | Pref. di Okayama |
| Linea Hakubi    | Nunohara      | 布原       | ｜       |      |               |                                                                     |                      | Niimi              | Pref. di Okayama |
| Linea Hakubi    | Bitchū Kōjiro | 備中神代   | 0.0      | ｜   |               |                                                                     | ■ Linea Hakubi       | Niimi              | Pref. di Okayama |
| Linea Geibi     | Bitchū Kōjiro |            | 0.0      | ｜   |               |                                                                     | ■ Linea Hakubi       | Niimi              | Pref. di Okayama |
| Sakane          | 坂根          | 3.9        | ｜       |      |               |                                                                     |                      | Niimi              | Pref. di Okayama |
| Ichioka         | 市岡          | 6.4        | ｜       |      |               |                                                                     |                      | Niimi              | Pref. di Okayama |
| Yagami          | 矢神          | 10.0       | ●        |      |               |                                                                     |                      | Niimi              | Pref. di Okayama |
| Nochi           | 野馳          | 13.6       | ｜       |      |               |                                                                     |                      | Niimi              | Pref. di Okayama |
| Tōjō            | 東城          | 18.8       | ●        |      |               |                                                                     | Shōbara              | Pref. di Hiroshima |                  |
| Bingo Yawata    | 備後八幡      | 25.3       | ●        |      |               |                                                                     | Shōbara              | Pref. di Hiroshima |                  |
| Uchina          | 内名          | 29.0       | ●        |      |               |                                                                     | Shōbara              | Pref. di Hiroshima |                  |
| Onuka           | 小奴可        | 33.6       | ●        |      |               |                                                                     | Shōbara              | Pref. di Hiroshima |                  |
| Dōgoyama        | 道後山        | 37.8       | ●        |      |               |                                                                     | Shōbara              | Pref. di Hiroshima |                  |
| Bingo Ochiai    | 備後落合      | 44.6       | ●        |      |               | ■ Linea Kisuki                                                      | Shōbara              | Pref. di Hiroshima |                  |
| Hibayama        | 比婆山        | 50.2       |          |      |               |                                                                     | Shōbara              | Pref. di Hiroshima |                  |
| Bingo Saijō     | 備後西城      | 53.2       |          |      |               |                                                                     | Shōbara              | Pref. di Hiroshima |                  |
| Hirako          | 平子          | 57.4       |          |      |               |                                                                     | Shōbara              | Pref. di Hiroshima |                  |
| Taka            | 高            | 62.3       |          |      |               |                                                                     | Shōbara              | Pref. di Hiroshima |                  |
| Bingo Shōbara   | 備後庄原      | 68.5       |          |      |               |                                                                     | Shōbara              | Pref. di Hiroshima |                  |
| Bingo Mikkaichi | 備後三日市    | 70.5       |          |      |               |                                                                     | Shōbara              | Pref. di Hiroshima |                  |
| Nanatsuka       | 七塚          | 72.2       |          |      |               |                                                                     | Shōbara              | Pref. di Hiroshima |                  |
| Yamanouchi      | 山ノ内        | 75.2       |          |      |               |                                                                     | Shōbara              | Pref. di Hiroshima |                  |
| Shimowachi      | 下和知        | 80.1       |          |      |               |                                                                     | Miyoshi              | Pref. di Hiroshima |                  |
| Shiomachi       | 塩町          | 83.2       |          |      |               | ■ Linea Fukuen                                                      | Miyoshi              | Pref. di Hiroshima |                  |
| Kamisugi        | 神杉          | 84.7       |          |      |               | ■ Linea Fukuen                                                      | Miyoshi              | Pref. di Hiroshima |                  |
| Yatsugi         | 八次          | 88.0       |          |      |               | ■ Linea Fukuen                                                      | Miyoshi              | Pref. di Hiroshima |                  |
| Miyoshi         | 三次          | 90.3       |          | ●    | ●             | ■ Linea Fukuen ■ Linea Sankō                                        | Miyoshi              | Pref. di Hiroshima |                  |
| Nishi-Miyoshi   | 西三次        | 91.9       |          | ｜   | ●             |                                                                     | Miyoshi              | Pref. di Hiroshima |                  |
| Shiwachi        | 志和地        | 99.6       |          | ｜   | ●             |                                                                     | Miyoshi              | Pref. di Hiroshima |                  |
| Kamikawatachi   | 上川立        | 102.2      |          | ｜   | ●             |                                                                     | Miyoshi              | Pref. di Hiroshima |                  |
| Kōtachi         | 甲立          | 106.5      |          | ●    | ●             |                                                                     | Akitakata            | Pref. di Hiroshima |                  |
| Yoshidaguchi    | 吉田口        | 109.9      |          | ｜   | ●             |                                                                     | Akitakata            | Pref. di Hiroshima |                  |
| Mukaihara       | 向原          | 116.1      |          | ●    | ●             |                                                                     | Akitakata            | Pref. di Hiroshima |                  |
| Ibaraichi       | 井原市        | 122.0      |          | ｜   | ●             |                                                                     | Asakita-ku Hiroshima | Pref. di Hiroshima |                  |
| Shiwaguchi      | 志和口        | 126.0      |          | ｜   | ●             |                                                                     | Asakita-ku Hiroshima | Pref. di Hiroshima |                  |
| Kamimita        | 上三田        | 129.5      |          | ｜   | ●             |                                                                     | Asakita-ku Hiroshima | Pref. di Hiroshima |                  |
| Nakamita        | 中三田        | 134.0      |          | ｜   | ●             |                                                                     | Asakita-ku Hiroshima | Pref. di Hiroshima |                  |
| Shirakiyama     | 白木山        | 136.3      |          | ｜   | ●             |                                                                     | Asakita-ku Hiroshima | Pref. di Hiroshima |                  |
| Karuga          | 狩留家        | 138.5      |          | ●    | ●             |                                                                     | Asakita-ku Hiroshima | Pref. di Hiroshima |                  |
| Kamifukawa      | 上深川        | 140.7      |          | ●    | ｜            |                                                                     | Asakita-ku Hiroshima | Pref. di Hiroshima |                  |
| Nakafukawa      | 中深川        | 143.5      |          | ●    | ｜            |                                                                     | Asakita-ku Hiroshima | Pref. di Hiroshima |                  |
| Shimofukawa     | 下深川        | 144.9      |          | ●    | ●             |                                                                     | Asakita-ku Hiroshima | Pref. di Hiroshima |                  |
| Kumura          | 玖村          | 146.8      |          | ●    | ｜            |                                                                     | Asakita-ku Hiroshima | Pref. di Hiroshima |                  |
| Akiyaguchi      | 安芸矢口      | 149.3      |          | ●    | ｜            |                                                                     | Asakita-ku Hiroshima | Pref. di Hiroshima |                  |
| Hesaka          | 戸坂          | 152.1      |          | ●    | ｜            |                                                                     | Higashi-ku Hiroshima | Pref. di Hiroshima |                  |
| Yaga            | 矢賀          | 156.9      |          | ●    | ｜            |                                                                     | Higashi-ku Hiroshima | Pref. di Hiroshima |                  |
| Hiroshima       | 広島          | 159.1      |          | ●    | ●             | ■ Linea principale Sanyō ■ Linea Kabe ■ Linea Kure Sanyō Shinkansen | Minami-ku Hiroshima  | Pref. di Hiroshima |                  |